# Aladdin (Virgin)
Pour les articles homonymes, voir Aladin.
Ne doit pas être confondu avec Aladdin (Capcom) ou Aladdin (Sega).
Aladdin est un jeu vidéo de plates-formes développé et édité par Virgin Interactive en 1993 sur Mega Drive. Des versions Amiga 1200, DOS, Game Boy et NES ont également vu le jour. Il s'agit d'un des trois jeux réalisés d'après le film du même nom de Walt Disney Pictures, aux côtés de Aladdin pour Super Nintendo et Game Boy Advance, et de Aladdin pour Master System et Game Gear.

## Système de jeu
Le joueur dirige Aladdin, un personnage qui peut sauter, donner des coups d'épée ou lancer des pommes (en nombre limité, il faut les trouver pendant le jeu). Un niveau propose de « piloter » le tapis volant.
Les stages bonus, comparables à ceux de Global Gladiators, permettent de jouer avec Abu (le singe du héros) et attraper des objets qui tombent du ciel, en temps limité.

## Accueil
- AllGame : 2/5 (GBC)[1]
- CU Amiga : 90 % (Amiga)[réf. souhaitée]
- Consoles + : 95 % (MD)[2]
- Edge : 8/10 (MD)[3]
- Génération 4 : 92 % (MD)[4]
- Joypad : 98 % (MD)[5]
- Amiga Format : 90 % (Amiga)[réf. souhaitée]

## Développement
L'adaptation vidéo-ludique du film d'animation Aladdin est un projet lancé à l'initiative de Disney. Ce dernier l'avait originellement confié au studio BlueSky Software, qui, accaparé par le développement du jeu Jurassic Park, n'a pas apporté entière satisfaction sur celui d'Aladdin.
Impressionné par le travail de Virgin Interactive sur l'adaptation du "Livre de la jungle", Disney lui propose de concevoir un prototype d'adaptation de son film d'animation, qui sera alors confié aux équipes de David Perry et de Mike Dietz (Global Gladiators, Cool Spot, Earthworm Jim...). Celles-ci offrent un résultat qui convaincra le studio d'animation de leur confier l'ensemble du projet.
Disney souhaitait qu'une adaptation d'Aladdin soit proposée sur les consoles de salon phares de cette période, notamment la Sega Megadrive et la Super Nintendo. Toutefois, un accord signé auparavant avec Capcom accorde à ces derniers des droits d'adaptation exclusifs des œuvres de Disney pour les consoles Nintendo. Dès lors, même si elle a été développée sous l'égide de Disney, l'adaptation de Virgin Interactive ne pourra pas être proposée sur la console de Mario, la priorité étant laissée contractuellement à Capcom.
Toutefois, c'est bien la version conçue sous la direction de David Perry qui est issue d'un projet de Disney, et ce dernier l'appuiera davantage, notamment en faisant collaborer ses équipes avec celles de Virgin Interactive. Ainsi, celles-ci ont réutilisé les matériaux du film d'animation et réalisé des dessins, qui ont ensuite été numérisés et adaptés aux capacités de la Megadrive, sous la supervision du directeur de l'animation de Virgin Interactive, Mike Dietz.
Le développement démarre en janvier 1993, et Disney imposera un timing très serré, lié à sa volonté de proposer le jeu en même temps que la sortie VHS du film dont il est issu, prévue en octobre de la même année. Les équipes de David Perry, dans un effectif réduit, seront contraints de travailler quasiment jour et nuit pour boucler les travaux dans les délais. Malgré cela, il en résultera un jeu unanimement salué par la critique. La presse spécialisée relèvera la qualité de l'animation et des graphismes, ainsi qu'un level design et une expérience vidéo-ludique de très bon niveau.
Le résultat apporté sur Aladdin, compte-tenu des contraintes et des délais, contribuera à forger la très bonne réputation de David Perry et de son équipe dans le milieu des éditeurs de jeu vidéo, ce qui a permis à ce dernier de fonder son propre studio d'édition : Shiny Entertainment.
La version Virgin Interactive de Disney's Aladdin sera, par la suite, portée sur Amiga 1200 et DOS, mais aussi sur les consoles 8 bits de Nintendo que sont la NES (par NMS Software) et la portable Gameboy (par Crawfish Interactive), Capcom n'ayant pas porté son adaptation sur celles-ci.

### Version Mega Drive
- Programmation et direction de projet : David Perry
- Moteur d'animation : David Perry
- Directeur d'animation : Michael Francis Dietz
- Outils de développement : Andy Astor Services, Rob Northern Computing, Cross Products Limited, Todd Robertson, Echidna
- Musique : Tommy Tallarico

### Version Amiga
- Programmation : John Twiddy
- Graphisme : Hugh Riley, Teoman Irmak
- Musique : Andrew Barnabas